# 銅梁舊市壩機場
銅梁舊市壩機場是重慶市的一個機場，位於銅梁舊市壩。

## 历史
建於民國28年(1939年)，設立空軍軍士學校入伍總隊，該校為航空預備學校。民國28年(1939年)為空軍軍士入伍生總隊，遷來最初是租用幾個大院子作營地，建有90多間簡易平房作教室，在壩中心辟有約百畝土地的訓練場，總隊部設在銅大公路邊的胡氏宗祠。抗戰期間美軍在銅梁機場駐紮。民國32年(1943年)將空軍軍士入伍生總隊改為空軍入伍生總隊。